# Эриксон, Эрик Хомбургер
Эрик Хомбургер Эриксон (англ. Erik Homburger Erikson; 15 июня 1902, Франкфурт-на-Майне — 12 мая 1994, Харуич, Массачусетс) — психолог в сфере психологии развития и психоаналитик. Известен прежде всего своей теорией стадий психосоциального развития, а также как автор термина «кризис идентичности». Его сын Кай Т. Эриксон — известный американский социолог.
Несмотря на отсутствие степени бакалавра, Эриксон работал профессором в известных вузах, в том числе в Гарварде, Калифорнийском университете в Беркли и Йельском университете. Согласно обзору, опубликованному в журнале Review of General Psychology в 2002 году, Эриксон занимает 12-е место среди наиболее цитируемых психологов XX века.

## Биография
Мать будущего выдающегося психолога — Карла Абрахамсен, уроженка Копенгагена, — происходила из известной еврейской семьи, ведущей род из северных германских земель. Её мать Генриетта умерла, когда дочери было 15 лет; отец Иосиф был торговцем сухофруктами в Копенгагене, братья Эйнар, Николай, Макс и Аксель занимались благотворительностью (в том числе кухней для малоимущих иммигрантов из России, преимущественно евреев).
Судьба Эриксона своеобразна — он появился на свет в результате внебрачной связи матери, о чём узнал лишь в старшем подростковом возрасте; о его биологическом отце известно лишь то, что он был датским подданным. В прошлом Карла вышла замуж за биржевого маклера еврейского происхождения Вальдемара Исидора Саломонсена, но они разошлись за несколько месяцев до зачатия ею ребёнка от любовника, который вскоре её бросил. 
Карла уехала из Дании в Германию, во Франкфурт-на-Майне, где 15 июня 1902 года родила сына. Поскольку женщина официально числилась состоящей в браке с первым мужем, ребёнок был зарегистрирован как Эрик Саломонсен. Через некоторое время Карла выучилась на медицинскую сестру, перебралась в Карлсруэ (земля Баден-Вюртемберг) и в 1904 году вышла замуж за педиатра Теодора Хомбургера. В 1909 году Эрик Саломонсен превратился в Эрика Хомбургера, а в 1911-м был официально усыновлён отчимом. Хотя муж Карлы придерживался консервативного иудаизма (не ортодоксального), она настояла на строгом соблюдении еврейского уклада жизни в семье, включая кошерную пищу, соблюдение праздников и еженедельное посещение синагоги по пятницам и субботам. Дети в дополнение к светскому получали религиозное еврейское образование. Более того, Карла руководила отделением лиги еврейской благотворительности Бадена при местной синагоге.
Проблема кризиса идентичности во многом связана с личным жизненным опытом Эриксона. Информацию о биологическом отце от него в детстве скрывали. Однокашники в еврейской религиозной школе его дразнили за «нордическую» внешность (он был высоким голубоглазым блондином), а в обычной школе — за иудейское вероисповедание. С годами его всё сильнее обуревало подозрение, что его отец не был еврейского происхождения.
В 1930 году Эрик Хомбургер женился на канадской танцовщице и художнице Джоан Моват Серсон (которая впоследствии выступала и соавтором мужа как J. M. Erikson) и в 1933 году эмигрировал из Вены в США. Несколько позже эмигрировали его сёстры: Рут (Ruth Hirsch) поселилась в Нью-Йорке, а Эллен (Ellen Katz) — в Хайфе. В конце 1930-х годов  Хомбургер официально сменил фамилию на Эриксон (усыновив самого себя, как он это объяснял), но сохранил при этом свою прежнюю фамилию в качестве второго имени.
Эриксон противопоставил теории психологического развития Зигмунда Фрейда, в которой оно разделялось на пять стадий, свою схему адаптации с выделением восьми подобных этапов: он, переименовав фрейдовскую «генитальную стадию» в «юность», добавил в свою модель три стадии взрослого состояния.
Эриксону также принадлежит концепция «эго-психологии», подчёркивающая роль Эго как чего-то большего, чем «служанка Ид» (в представлениях фрейдистов). По Эриксону, именно Эго отвечает за организацию жизни, за обеспечение гармонии с физическим и социальным окружением, за здоровый личностный рост; оно служит источником уверенности в себе и в собственной идентичности. Он создал теорию адаптации.
В 1950 году Эриксон стал жертвой «охоты на ведьм» (маккартизма) в США, так как был заподозрен в симпатии к коммунистам. Когда от профессоров университета Беркли потребовали подписать клятву лояльности, Эриксон покинул университет, после чего 10 лет работал в клинике в Массачусетсе и ещё 10 лет — в Гарварде.
Считается, что в 1958 году, с выходом в свет труда Эриксона «Молодой Лютер», появилась новая наука —  психоистория.
В 1970 году Эриксон был удостоен Пулитцеровской премии в области нехудожественной литературы за книгу «Истина Ганди» (англ. Gandhi’s Truth).
В его честь назван астероид главного пояса (11521) Erikson, открытый 10 апреля 1991 года бельгийским астрономом Эриком Вальтером Эльстом во время наблюдений из обсерватории Ла-Силья в Чили.

### Важнейшие труды
- Детство и общество (Childhood and Society) (1950)
- Молодой Лютер. Историко-психоаналитическое исследование (Young Man Luther. A Study in Psychoanalysis and History) (1958)
- Истина Махатмы Ганди: о происхождении воинствующего ненасилия (Gandhi’s Truth: On the Origin of Militant Nonviolence) (1969)
- Взрослый период (Adulthood) (редактор, 1978)
- Жизненная вовлечённость в старости (Vital Involvement in Old Age) (при участии J. M. Erikson и H. Kivnick, 1986)
- Жизненный цикл завершён (The Life Cycle Completed) (при участии J. M. Erikson, 1987)

### Сборники
- Identity and the Life Cycle. Selected Papers (1959)
- A Way of Looking at Things: Selected Papers 1930—1980 (Editor S. P. Schlien, 1995)
- The Erik Erikson Reader (Editor Robert Coles, 2001)